# اصمعی
اَصمَعی ابوسعید عبدالملک‌ بن‌ قُریب‌ (ح‌ ۱۲۵-۲۱۶ق‌/۷۴۳- ۸۳۱م‌)، راوی، ادیب‌ و لغت شناس نام‌آور اوایل‌ عصر عباسی‌ بود.
اصمعی از نخستین فرهنگ‌نویسان عرب و در زمینه دستور زبان عربی، یکی از سه فرد پیشرو در مکتب بصره بود.
او هم‌چنین از افراد پیشگام در دانش طبیعت و جانور شناسی بود و او را نخستین مسلمانی می‌دانند که به مطالعه دقیق جانوران پرداخت.

## شعر صوت صفیر البلبلی
منصور دوانیقی، دومین خلیفه عباسی، مشهور به بخل و امساک بود. او برای صله و جایزه ندادن به ادبا و شعراء اول به شاعر می گفت: اگر قبلا کسی این اشعار را از حفظ داشته باشد یا ثابت شود که شعر از شاعر دیگری است، نباید انتظار جایزه داشته باشی. اگر شاعر شعرش مال خودش بود، به وزن طومار شعرش پول می کشید، و به او می داد؛ خودش هم به قدری خوش حافظه بود که شعر شاعر را حفظ می کرده و برای شاعر می خوانده و غلامی خوش حافظه داشته که او هم شعر را هنگامی که دو بار می شنیده حفظ می کرده و سپس رو به شاعر می کرد و می گفت: این شعر را گفتی نه تنها من بلکه این غلام من آن را حفظ دارد (زیرا یکبار خود شاعر و یکبار خلیفه می‌خوانده تا با دو بار خواندن شعر، غلام هم حفظ شود و بخواند) و این کنیز که در پس پرده نشسته نیز آن را حفظ دارد. سپس به اشاره خلیفه، کنیزک هم که سه بار از شاعر و خلیفه و غلام شنیده بود، قصیده را از اول تا آخر می خواند و شاعر بدون دریافت چیزی با تعجب و دست خالی بیرون می رفت.
روزی اصمعی شاعر توانا و مشهور که از وضع بخل منصور به تنگ آمده بود اشعاری با کلمات مشکل ساخت و بر روی ستون سنگی شکسته ای نوشت، و با تغییر لباس و نقاب زده به صورت عشایر که جز دو چشمش پیدا نبود، نزد منصور آمد و با لحنی غریبانه گفت: قصیده ای سروده ام، اجازه می خواهم آن را بخوانم.منصور مانند همیشه توضیحات را برای او داد، و اصمعی هم قبول کرد و شروع به خواندن قصیدهٔ معروف صوت صفیر البلبلی که پر از الفاظ عجیب و غریب و لغات نا مأنوس و جملات غامض است کرد. قصیده که به پایان رسید، منصور با همه دقت و غلام و کنیز با همه هوش سرشار نتوانستند اشعار را حفظ کنند، و برای اولین بار فرو ماندند. سرانجام منصور گفت: ای برادر عرب معلوم می شود که شعر را خودت گفتی؛ طومار شعرت را بیاور تا به وزن آن جایزه بدهم.
اصمعی گفت: من کاغذی پیدا نکردم روی ستون سنگی نوشتم، روی بار شترم هست و آن را آورد. منصور در شگفت ماند که اگر تمام موجودی خزانه را در یک کفه ترازو بریزند، با آن برابری نمی کند، چکار کند؛ با هوشی که داشت گفت: ای عرب تو اصمعی نیستی؟ او نقاب از چهره اش برداشت، همه دیدند او اصمعی است.

### متن شعر
| صـوت صفير البلبلِی   |  | هيج قلبي الثملِی       |
| الماء والزهر معاً    |  | مــــع زهرِ لحظِ المُقَلِی |
| وأنت يا سيد لي      |  | وسيدي وموللي          |
| فكم فكم تَيَمُّنِي       |  | غُزَيلٌ عُقَيقَلِی           |
| قطَّفتَه من وجنةٍ       |  | من لثم ورد الخجلِی     |
| فقال لا لا لا لا لا |  | وقد غدا مهرولِی        |
| والخود مالت طرباً    |  | من فعل هذا الرجلِی     |
| فولولت وولولت       |  | ولي ولي يا ويللي      |
| فقلت لا تولولي      |  | وبيني اللؤلؤلي        |
| قالت له حين كذا     |  | انهض وَجِد بالنقَلِی      |
| وفتيةٍ سقونني        |  | قهوة كالعسللي         |
| شممتها بأنافيَ       |  | أزكى من القرنفلِی      |
| في وسـط بستان حلي   |  | بالزهر والسرور لي     |
| والعود دن دن دن لي  |  | والطبل طبطب طب لـي    |
| طَب طَبِطَب طَب طَبِطَب     |  | طَب طَبِطَب طَب طَب لي      |
| والسقف سق سق سق لي  |  | والرقص قد طاب لـي     |
| شـوى شـوى وشاهِشهُ    |  | على ورق سِفَرجَلِی        |
| وغرد القمري يصيح    |  | مللٍ في مللِی           |
| ولو تراني راكباً     |  | علــــى حمارٍ أهزلِی    |
| يمشي على ثلاثةٍ      |  | كمشية العرنجلِی        |
| والناس ترجم جملي    |  | في السوق بالقُلْقُلَلِی    |
| والكل كَعكَع كَعِكَع     |  | خلفي ومـــن حويللي    |
| لكن مشيت هارباً      |  | من خشية العَقَنقَلِی      |
| إلى لقاء ملكٍ        |  | معظمٍ مبجلِی            |
| يأمر لي بخلعةٍ       |  | حمراء كالدم دم لي     |
| أَجُرُّ فيها ماشياً      |  | مُبغَدِداً للذيلِی         |
| أنا الأديب الألمعي  |  | من حي أرض الموصلِی     |
| نَظِمتُ قطعاً زُخرِفَت     |  | يعجز عنها الأدبُ لي    |
| أقول في مطلعها      |  | صوت صفير البلبلی      |

## تألیف‌ها
تألیفات اصمعی شامل موضوعات تفسیری، ادبی، شعری، علم هیئت و دیگر موضوعات علمی است که مهمترین آنها از این قرار است:
کتاب لغات القرآن
کتاب المصادر
ما اتفق لفظه و اختلف معناه
کتاب النجوم و اسراره
کتاب النبات
غریب الحدیث
کتاب الهمزة و تخفیفها
کتاب الوحوش
کتاب اللغات
کتاب الصفات
کتاب المقصور و الممدود
کتاب نوادرالاعراب یا کتاب النوادر
میاه العرب
الاجناس فی اصول الفقه
اصول الکلام
کتاب خلق الفرس
کتاب الاثواب
کتاب المیسر و القداح
کتاب اخبیة
کتاب فعل و افعل
کتاب الامثال
کتاب الالفاظ
کتاب السلاح
کتاب الانواء
کتاب الاجناس
کتاب الهمزة
کتاب القلب و الابدال
کتاب جزیرة العرب
کتاب الاشتقاق
کتاب معانی الشعر
کتاب الاراجیز
کتاب النسب
المترادف (خطی)
الاعلام الفروق
کتاب الابل
(بیروت ۱۳۲۲ هَ. ق . در ضمن کتاب الکنز اللغوی فی اللسان العربی)
اسماء الوحوش وصفاتها
(به اهتمام مسیو ژیور و با آن کتاب ما قال قطرب الخ به چاپ رسیده است. وین ۱۸۸۸ م. ۷۰ ص)
الاضداد
(به اهتمام اب لویس شیخو بیروت ۱۹۱۲ م ) خلق الانسان
(دربارهٔ نام‌های اعضا و صفات وی که در ضمن کتاب الکنز اللغوی فی اللسان العربی نگاشته شده است)
الخیل
(به اهتمام هافنر، وین ۱۸۹۵ م. ۶۲ ص)
الدارات (عبارت از مقالاتی است دربارهٔ شناسائی جزیرةالعرب که به اهتمام هافنر که آن را از نسخهٔ مصور دارالکتب المصریة نقل کرده‌است به شناسهٔ بیروت ۱۸۹۸ م. ۱۶ ص به چاپ رسیده است)
الشاء
(به اهتمام هافنر، بیروت ۱۸۹۶ م. ۳۲ ص) الفرق فی اللغة (با شروح و فهرست از مولر، وین ۱۸۷۶ م. ۵۶ ص)
الکنز اللغوی فی اللسان العربی
(مشتمل بر کتاب الابل و خلق الانسان که یاد شد) النبات والشجر
(به اهتمام هافنر، مطبعهٔ یسوعیین بیروت ۱۸۹۸ م. ۴۸ ص)
النخل والکرم
(بیروت ۱۸۹۸ م. ۳۸ ص)